# Ахіульф
Ахіульф (Achiulf, Agiulf, "Orduuf (King) van de Ostrogoten) — король остготів з роду Амали, що правив у 310–340 роках. 
Ахіульфа змінив на троні у жовтні 340 його син Германаріх.
Був сином короля готів Атала й онуком короля Гунуіла. Правив групою племен, що мешкали на теренах сучасної України, розширив свою державу аж до районів Волги. Підкорив племена сарматів, скіфів і гепідів.
Мав синів Вултуфа, Ансілу, Германаріха й Едіульфа.
Вултуф — батько короля Валараванса (Valaravans) і дід короля Вінітара (Vinitharius).